# Geraldine Shitandayi
Geraldine Shitandayi (* 16. Oktober 1963) ist eine ehemalige kenianische Leichtathletin, die sich auf den Sprint spezialisiert hat. Mit der kenianischen 4-mal-100-Meter-Staffel wurde sie 1982 in Rabat Afrikameisterin und 1987 gewann sie drei Medaillen bei den Afrikaspielen in Nairobi.

## Sportliche Laufbahn
Erste internationale Erfahrungen sammelte Geraldine Shitandayi vermutlich im Jahr 1982, als sie bei den Afrikameisterschaften in Kairo mit der kenianischen 4-mal-100-Meter-Staffel in 46,77 s gemeinsam mit Joyce Odhiambo, Alice Adala und Ruth Atuti die Goldmedaille gewann. 1987 gewann sie bei den Afrikaspielen in Nairobi in 52,07 s die Silbermedaille im 400-Meter-Lauf hinter ihrer Landsfrau Francisca Chepkurui und gewann mit der 4-mal-400-Meter-Staffel gemeinsam mit Florence Wanjiru, Esther Kawaya und Francisca Chepkurui mit neuem Landesrekord von 3:28,94 min die Silbermedaille hinter dem nigerianischen Team. Zudem gewann sie mit der 4-mal-100-Meter-Staffel in 45,24 s gemeinsam mit Ruth Waithera, Esther Kawaya und Jane Wanja die Bronzemedaille hinter Nigeria und Ghana und stellte auch damit einen Landesrekord auf. Anschließend schied sie mit der 4-mal-400-Meter-Staffel bei den Weltmeisterschaften in Rom mit 3:30,16 min in der Vorrunde aus.